# David O. Selznick
David O. Selznick (Pittsburgh, Pensilvania, 10 de mayo de 1902-Hollywood, 22 de junio de 1965) fue un productor estadounidense, conocido por ser uno de los iconos de la Era Dorada de Hollywood. Reconocido por haber sido el productor de Lo que el viento se llevó en 1939, una de las más populares de la historia y que le hizo ganar un Óscar a la mejor película, además del Premio Irving G. Thalberg ese mismo año, Selznick hizo historia por ganar un segundo Óscar consecutivo por Rebeca en 1940.
Hijo y yerno de los magnates del cine Lewis J. Selznick y Louis B. Mayer, Selznick fue jefe de producción de R.K.O. Radio Pictures y se convirtió en uno de los primeros productores de cine independiente. Su primera esposa fue la hija de Mayer Irene Selznick, que se convirtió en una productora de teatro de Broadway de gran éxito tras su divorcio, y su segunda esposa fue la actriz ganadora de un Oscar Jennifer Jones. 

## Biografía y carrera
Nació en el seno de una familia judía en Pittsburgh, Pensilvania. Su padre era un distribuidor de películas de la era del cine mudo, Lewis J. Selznick y su madre Florence A. (Sachs) Selznick.
David tenía tres hermanos, entre ellos su hermano Myron, también productor de cine y más tarde agente de talentos. David Selznick añadió la «O» para distinguirse de un tío con el mismo nombre, y porque pensó que tenía estilo. La «O» no significa nada, y nunca hizo que su nombre cambiara legalmente para incorporarla. 

### Primeros años
Estudió en la Universidad de Columbia y trabajó como aprendiz en el negocio de su padre hasta que quebró en 1923. En 1926, Selznick se mudó a Hollywood y usando las conexiones de su padre consiguió un trabajo de editor asistente en la Metro-Goldwyn-Mayer. Dejó su trabajo en la MGM para ir a Paramount Pictures en 1928, trabajando ahí hasta 1931 cuando es contratado por RKO como jefe de producción.

### Etapa en la RKO
David Sarnoff, jefe de RKO, contrató a Selznick como jefe de producción en octubre de 1931. Además de implantar rigurosas medidas de control de costes, Selznick defendió el sistema de producción unitaria, que otorgaba a los productores de cada película una independencia mucho mayor que la que tenían con el sistema de productor central imperante. «Bajo el sistema de producción de fábrica se le roba al director su individualismo«, decía Selznick, “y siendo ésta una industria creativa eso es perjudicial para la calidad del producto realizado.” Al instituir la producción unitaria, predijo, también se ahorraría entre un 30 y un 40 por ciento de los costes. 
Para hacer películas con el nuevo sistema, Selznick reclutó a personal premiado detrás de la cámara, como director George Cukor y el productor/director Merian C. Cooper, y dio al productor Pandro S. Berman, de veintiséis años, proyectos cada vez más importantes. Selznick descubrió y fichó a una joven actriz que rápidamente fue contada como una de las grandes estrellas del estudio, Katharine Hepburn. También contrató a John Barrymore para algunas actuaciones memorables.
Selznick pasó apenas quince meses como jefe de producción de la RKO, dimitiendo por una disputa con el nuevo presidente de la corporación, Merlin Aylesworth, sobre el control creativo. Uno de sus últimos actos en la RKO fue aprobar una prueba de pantalla para un Broadway calvo de treinta y tres años que cantaba y bailaba llamado Fred Astaire.  En un memorándum, Selznick escribió: «Creo que, a pesar de sus enormes orejas y su mala línea de la barbilla, su encanto es... tremendo».
La trayectoria de Selznick fue considerada brillante: en 1931, antes de su llegada, el estudio había producido 42 películas con un presupuesto total de 16 millones de dólares. En 1932, bajo la dirección de Selznick, se realizaron cuarenta y un largometrajes por 10,2 millones de dólares, con una clara mejora de la calidad y la popularidad.
Sus años en RKO fueron muy productivos llevando a cabo películas como Doble sacrificio (1932), What Price Hollywood (1932). Además dio a George Cukor su primera oportunidad de dirigir.
Respaldó varios éxitos importantes, como Un proyecto de ley de divorcio (1932), con Cukor dirigiendo el debut de Hepburn, y la monumental King Kong (1933) -en gran parte obra de Merian Cooper, que cobró vida gracias al asombroso trabajo de efectos especiales de Willis H. O'Brien.

### Empresa propia

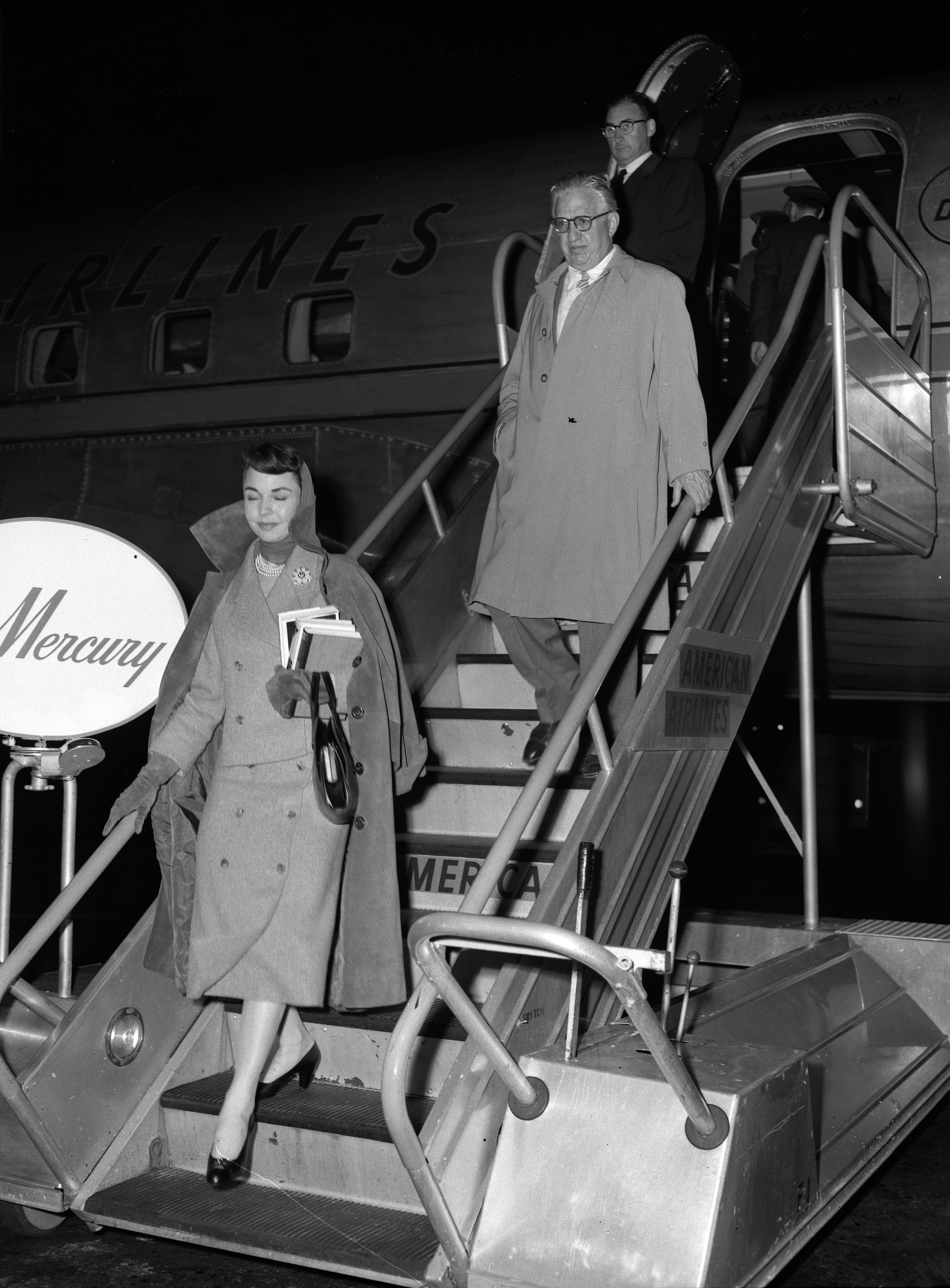
Selznick y su segunda esposa Jennifer Jones en 1957

Pero Selznick era incansable y quería tener su propia productora y estudios y en 1936 llegó a esa meta formando Selznick International Pictures siendo distribuidas sus películas por United Artists. Sus éxitos continuaron con películas como El jardín de Alá (1936), El prisionero de Zenda (1937), Nace una estrella (1937), Nada sagrado (1937), Uno para otro (1939), Intermezzo (1939) y por supuesto su obra máxima, Lo que el viento se llevó (1939). En 1940, hizo historia al ganar su segundo Oscar consecutivo como mejor película por Rebecca, la primera producción hollywoodense para el director británico Alfred Hitchcock. Selznick fue quien trajo a Hitchcock desde Inglaterra y lanzó la carrera norteamericana de este afamado director. Rebeca fue el único filme de Hitchcock en ganar un Oscar a la mejor película.
Después de Rebecca, Selznick cerró la Selznick International Pictures y se tomó un tiempo de vacaciones. Sus negocios incluían prestarle a otras productoras, por las grandes ganancias que le producían, aquellos que estaban contratados por él, incluidos Hitchcock, Ingrid Bergman, Vivien Leigh y Joan Fontaine. Desarrollaba proyectos de cine que luego vendía en paquetes a otros productores. En 1944 regresa a la producción de películas con Since You Went Away, escrita por él mismo. Continuó con el clásico Spellbound (1945) y con el Retrato de Jennie (1948). En 1949, coproduce El tercer hombre.
Después de Lo que el viento se llevó, Selznick pasó el resto de su carrera tratando de superar ese legado. A lo que más se acercó fue con Duelo al sol (1946). Con un presupuesto inmenso, esta película tenía un reparto estelar, una cinematografía espléndida y un guion considerado extremadamente arriesgado para la época escrito por el propio Selznick. A pesar de haber sido ejecutada por varios directores, la obra resultó ser un gran éxito siendo la película con segunda mejor recaudación en 1947.
Selznick pasó la gran mayoría de los años 1950 obsesionado con promover la carrera de su segunda esposa Jennifer Jones. Su último film fue una producción de alto presupuesto Adiós a las armas (1957) protagonizada por Jones y Rock Hudson, que fue mal recibida.

## Televisión

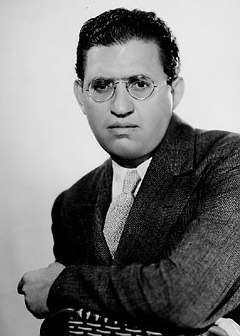
Fotografía tomada alrededor de 1934.

También se aventuró en el mundo de la televisión, en 1954 produjo un programa llamado Light's Diamond Jubilee, el cual, a la manera de Selznick, hizo historia por haber sido simultáneamente transmitido en todos los canales de televisión de la época.

## Carreras lanzadas por él
Adicionalmente a su filmografía, Selznick tenía un instinto para descubrir nuevos talentos: fue quien introdujo y lanzó los nombres de Fred Astaire, Katharine Hepburn, Ingrid Bergman, Vivien Leigh y Louis Jourdan así como al director Alfred Hitchcock. Selznick continuó siendo una leyenda de Hollywood hasta el final de sus días. Sus obras se estudian como parte de la historia de esta industria.

## Vida personal
En 1928, Selznick comenzó un romance intermitente con Jean Arthur, una de las actrices bajo contrato en Paramount mientras él era ejecutivo allí. Simultáneamente salía con Irene Gladys Mayer, hija del magnate de MGM Louis B. Mayer.
En 1930, Selznick se casó con Mayer y, tras vivir en una serie de casas alquiladas, se mudaron a una finca en Beverly Hills, California. Fue comprada para ellos por el padre de Mayer y diseñada por el arquitecto Roland Coate en 1933-1934. Se separaron en 1945 y se divorciaron en 1948.  Tuvieron dos hijos, Jeffrey Selznick (1932-1997) y Daniel Selznick (1936-2024). Daniel, fallecido en agosto de 2024, sería ejecutivo de Universal Pictures durante cuatro años y también produjo las miniseries de televisión Blood Feud y Hoover contra los Kennedy, entre otras, y producciones teatrales como El hombre de la mujer perfecta.
En 1949 se casó con la actriz Jennifer Jones, a la que había descubierto al principio de su carrera y de la que fue mentor. Tuvieron una hija, Mary Jennifer Selznick (1954-1976), que murió por suicidio al saltar desde una ventana del piso 22 en Los Ángeles el 11 de mayo de 1976.
Selznick era consumidor de anfetaminas y a menudo dictaba largos y farragosos memorandos a sus directores, guionistas, inversores, personal y estrellas. El documental Shadowing The Third Man relata que Selznick introdujo a la directora de The Third Man Carol Reed en el uso de las anfetaminas, lo que permitió a Reed llevar la película por debajo del presupuesto y dentro del calendario rodando casi 22 horas seguidas.
Selznick era Republicano. El 18 de octubre de 1944, el Comité de Hollywood, dirigido por Selznick y Cecil B. DeMille, celebró el mitin Hollywood por Dewey en el Coliseo de Los Ángeles en apoyo de la candidatura Dewey-Bricker, así como del gobernador Earl Warren de California, que fue compañero de candidatura de Dewey en 1948.  La reunión congregó a 93.000 personas, con Lionel Barrymore como maestro de ceremonias y breves discursos de Hedda Hopper y Walt Disney.
La empleada de Selznick International Pictures Anita Colby advirtió a Shirley Temple que tuviera cuidado si «encontraba a Selznick en medias». Temple escribió en su autobiografía Child Star que esto le dio «la impresión de que el sexo casual podía ser una condición de empleo» con Selznick. Cuando ella tenía 17 años, Selznick la encerró en su despacho e intentó violarla sin éxito. Sobre el incidente Temple escribió:
"Se acercó a mi lado del escritorio y me cogió la mano. Mirando hacia abajo, vi las medias. Me solté y me giré hacia la puerta, pero él se acercó rápidamente al borde del escritorio y pulsó un interruptor que Colby me había enseñado como dispositivo de bloqueo remoto de la puerta. Estaba atrapada. Como en los dibujos animados del lobo y el cerdito, una vez más dimos vueltas e invertimos las direcciones alrededor de sus muebles. Dotada de la agilidad de una joven bailarina y enfrentada a un productor amoroso pero con sobrepeso, no me costó mucho evitar la torpeza pasional."

## Muerte
Selznick murió en 1965 después de haber sufrido durante un tiempo varios ataques al corazón, y fue enterrado en el Forest Lawn Memorial Park Cemetery en Glendale, California. Allí se unió a su hermano mayor Myron Selznick (que había muerto en 1944) en la cripta familiar.
Por su contribución a la industria cinematográfica, David O. Selznick tiene una estrella en el Hollywood Walk of Fame en 7000 Hollywood Blvd., frente al histórico hotel Hollywood Roosevelt.

## Legado
A pesar de la deuda que la industria tiene con él por sus descubrimientos y obras, así como por su indudable dedicación al arte de hacer películas, Selznick está considerado como la versión estereotipada del productor estadounidense con quien son comparados sus equivalentes contemporáneos. Aquel que constantemente interfiere en el proceso creativo ganándose muchos amigos y enemigos. Alfred Hitchcock, cuyo film Spellbound fuese editado por Selznick fue uno de los que más resentimientos tuvo con él, separándose después de ese proyecto.
Batalló también con Carol Reed durante la producción de El tercer hombre cortándola severamente en su versión norteamericana. Quizás el más famoso ejemplo de su interferencia fue durante la producción de la película de Powell y Pressburger Camino a la tierra protagonizada por su esposa Jennifer Jones. Después de su producción, a Selznick le disgustó tanto la película que quitó casi una tercera parte para su lanzamiento en América, cambiándole el nombre por Corazón salvaje.
Michael Powell resumió la relación del dúo con Selznick de esta manera: "Decidimos tener una relación con David O. (Selznick) de la misma forma como los jabalíes hacen el amor… ¡con mucho cuidado!"

## Otra información
- El nombre real de David O. Selznick's es... simplemente David Selznick. Algunas veces se dijo que la "O" provenía de Oliver, pero, en realidad esta inicial es una invención suya. El libro autobiográfico Memorandun de David O. Selznick (1972)[19] comienza con esta frase:

No tengo segundo nombre, usé brevemente el apellido de soltera de mi madre, Sachs. Tengo un tío, a quién francamente aborrecía que también se llamaba David Selznick, para evitar confusiones entre nosotros dos me fui al alfabeto comparando cual me daba mejor puntuación decidiéndome por la letra "O." En "North by Northwest" de Alfred Hitchcock, Cary Grant, quien se llama en el film Roger O. Thornhill, le entrega a Eva Marie Saint un paquete de cerillas con sus iniciales ROT. Ella le pregunta: "¿Qué significa la O?". Él le responde "¡Nada!". Es probable que se trate de una alusión humorística a la "O" de Selznick, con quien Hitchcock había roto años antes.
- Selznick se casó con Irene Gladys Mayer, hija del magnate de la MGM, Louis B. Mayer en 1930, divorciándose en 1948. De esta unión nacieron dos hijos: Daniel Selznick y Jeffrey Selznick.
- Se casa por segunda ocasión con Jennifer Jones en 1949, de la cual tuvo una hija: Mary Jennifer Selznick, quien se suicidó en 1975 con poco más de veinte años.
- Su hermano Myron Selznick, se convirtió en uno de los más poderosos agentes de Hollywood, definiendo la profesión para aquellos que le siguieron. Murió en 1944.
- David O. Selznick fallece el 22 de junio de 1965, debido a una serie de ataques cardíacos, y está enterrado en el cementerio Forest Lawn Memorial Park Cemetery de Glendale, California.
- Por sus innegables contribuciones a la industria del cine, David O. Selznick tiene una estrella en el Paseo de la Fama de Hollywood en el 7000 Hollywood Blvd., en frente del histórico Hotel Roosevelt.

## Derechos de sus filmes
Después de su muerte, sus sucesores vendieron la mayoría de los derechos a la ABC (ahora parte de Disney/Buena Vista), sin embargo MGM retuvo los derechos de "Lo que el viento se llevó" (que luego pasaron a manos de Time Warner/Turner Entertainment) y 20th Century Fox todavía retiene los derechos de "Adiós a las Armas"".

## Premios y distinciones
Premios Óscar
| Año  | Categoría              | Película                  | Resultado |
| ---- | ---------------------- | ------------------------- | --------- |
| 1939 | Mejor película         | Lo que el viento se llevó | Ganadora  |
| 1939 | Premio Irving Thalberg | Premio Irving Thalberg    | Ganador   |
| 1940 | Mejor película         | Rebecca                   | Ganadora  |